# Мері Путнам Якобі
Мері Корінна Путнам, у шлюбі Якобі (31 серпня 1842 — 10 червня 1906 року) — американська лікарка, фармацевтка, письменниця та суфражистка. Перша жінка, прийнята на навчання в École de Médecine. Перша жінка-членкиня Американської медичної академії. Засновниця Асоціації підтримки жіночої медичної освіти (1872). Вважалася найвидатнішою лікаркою свого часу.

## Біографія
Народилася в сім'ї відомого англійського видавця Джорджа Палмера Путнама та Вікторини Гейвен Путнам.
Після відкриття філії видавництва (Wiley & Putnam) у Нью-Йорку, сім'я переїхала туди в 1848 році. Дитинство та юність Мері провела в цьому місті, де в 1863 році закінчила фармацевтичний коледж, а наступного року здобула докторський ступінь з філософії в Медичному коледжі Пенсільванії. Згодом вона поїхала до Парижу для подальшого навчання у медичній школі: Путнам була першою жінкою, прийнятою на навчання в École de Médecine. Повернувшись до Нью-Йорка, почала практикувати медицину. У 1872 році заснувала Асоціацію підтримки жіночої медичної освіти і була її президенткою у 1874–1903 роках.
У 1872 році вона відкрила перше дитяче відділення в Нью-Йоркській лікарні для жінок та дітей і стала першою жінкою, яку прийняли до Нью-Йоркської медичної академії.
У 1873 році Мері Путнам одружилася з Абраамом Якобі, «батька американської педіатрії».